# Milhac-de-Nontron
Milhac-de-Nontron is een gemeente in het Franse departement Dordogne (regio Nouvelle-Aquitaine) en telt 611 inwoners (1999). De plaats maakt deel uit van het arrondissement Nontron.

## Geografie
De oppervlakte van Milhac-de-Nontron bedraagt 35,8 km², de bevolkingsdichtheid is 17,1 inwoners per km².
De onderstaande kaart toont de ligging van Milhac-de-Nontron met de belangrijkste infrastructuur en aangrenzende gemeenten.

## Demografie
Onderstaande figuur toont het verloop van het inwonertal (bron: INSEE-tellingen).